# Sphaeronaemella filicina
Sphaeronaemella filicina är en svampart som beskrevs av Cooke & Massee 1890. Sphaeronaemella filicina ingår i släktet Sphaeronaemella, ordningen Microascales, klassen Sordariomycetes, divisionen sporsäcksvampar och riket svampar.   Inga underarter finns listade i Catalogue of Life.